# Marágua
Marágua (Maragua) é uma cidade do Quênia situada na antiga província Central, no condado de Muranga. De acordo com o censo de 2019, havia 8 597 habitantes. Segundo o Ministério de Devolução e Planejamento do país, carece de um sistema adequado de esgoto.